# 奇幻面具
《奇幻面具》（英語：Mirrormask）是2005年美國導演戴夫·麥金恩（德語：Dave McKean）所拍攝的奇幻電影。本片從夢的角度，來描寫生在馬戲團家庭的女主角，在虛擬與現實之間的掙扎。這部影片本來只做成DVD，但於2005年9月30日在美國舉辦過一次特映，亦在同年的日舞影展獲得正面評價。該影片以特殊的視覺效果呈現手法最為人稱道。

## 簡介
少女海倫娜厭倦了家族馬戲團的生活，偷偷渴望能離開這一切過著正常的日子，而她唯一的慰藉，就是自己筆下的小小異想世界。有一天，她的母親因意外而昏迷，後悔自己曾對母親口出惡言的她，在夢中進入自己的異想世界。她在那裡遇見許多奇怪的生物，還有許多戴著面具，卻在現實生活中似曾相識的人。
海倫娜因為被光明士兵誤認成跟她長得一模一樣的黑暗公主，所以被帶到光明城堡去。看見重病中的光明女王。海倫娜想到了自己的母親，決定親自到黑暗國度去取得被偷走的奇幻面具，救醒光明女王，也才能使她的奇幻世界不致落入黑暗女王的魔掌中。而一開始就跟海倫娜結識的馬戲團雜耍專家瓦倫廷，也加入這次的奇幻之旅與她隨行。

## 來源
官方網頁（英） （页面存档备份，存于）